# Гитциг, Эдуард
Эдуард Гитциг (нем. Eduard Hitzig; 6 февраля 1838, Берлин — 20 августа 1907, Санкт-Блазиен) — немецкий невролог и нейропсихиатр.

## Биография
Эдуард Гитциг родился 6 февраля 1838 года в городе Берлине, в еврейской семье. Изучал медицину в Берлинском университете имени Гумбольдта и Вюрцбургском университете.
Из многочисленных его ученых трудов наибольшее значение имеют его исследования об отправлениях мозговой коры. Совместно с Густавом Фричем он установил электрическую возбудимость мозга, тем самым выявив корреспонденцию между определенными областями мозга и моторными реакциями. 19 января 1870 года Гитциг представил первый отчет о результатах исследований Берлинскому медицинскому обществу.
В 1875 году занял кафедру психиатрии в Цюрихе, в 1879 году — в Галле.
Гитциг был женат на племяннице Леопольда Ранке Генриетте.